# Cantonul Bordeaux-2
Cantonul Bordeaux-2 este un canton din arondismentul Bordeaux, departamentul Gironde, regiunea Aquitania, Franța.